# Quercus peduncularis
Quercus peduncularis es una especie arbórea de la familia de las fagáceas. Está clasificada en la Sección Quercus, que son los robles blancos de Europa, Asia y América del Norte. Tienen los estilos cortos; las bellotas maduran en 6 meses y tienen un sabor dulce y ligeramente amargo, el interior de la bellota tiene pelo. Las hojas carecen de una mayoría de cerdas en sus lóbulos, que suelen ser redondeados. 

## Descripción
Quercus peduncularis es un arbusto o pequeño árbol semiperennifolio que puede alcanzar un tamaño de entre 3 a 13 m de altura. El tronco mide entre 35 a 40 cm de diámetro. La corteza es gris y surcada. Las ramas miden de diámetro entre 1,5 a 5 mm mayor, liso, rojizo, al principio con denso tomento estrellado, convirtiéndose en el segundo año en glabros, con lenticelas de color amarillo pálido. Los brotes miden entre 2 a 4 mm, con estípulas a menudo persistentes. Las hojas son obovadas o oblanceolades de 6 a 24 cm de largo por 3 a 12 cm de ancho. Los márgenes con 4 a 11 dientes en cada lado. La cara superior es de color verde oscuro liso, la cara inferior de color verde o glauco-amarillento y opaca. El pecíolo es delgado entre 3 a 8 mm de largo, ligeramente pubescente, marrón rojizo oscuro. Las flores con unos amentos de 4-7 cm de largo, con algunas flores, las flores pistilades 2-4 (a veces más) agrupadas en la punta de unos 1-5 cm de largo. El pedúnculo es peludo, de color amarillo. Las bellotas maduran al cabo de 1 año, solitarias y en grupos de 2 o 3, subsésiles o en unos pocos centímetros de largo tallo, cerrados 1/32 para la taza; taza escamosas de 12 a 15 mm de diámetro. Las bellotas son ovoides redondeadas de 15 a 17 mm de largo por 10 a 13 mm de diámetro.

## Distribución
Su área de crecimiento natural es entre los 900 - 3000 metros de altitud. Crece en Honduras, Guatemala, Nicaragua, Belice y en México donde crece en la Sierra Madre Occidental.
Quercus peduncularis está en peligro de extinción en México, debido a la restringida distribución y transformación del hábitat por incendios y la creación de huertos de aguacate.

## Taxonomía
Quercus peduncularis fue descrita por Luis Née y publicado en Anales de Ciencias Naturales 3: 270. 1801.
Etimología
Quercus: nombre genérico del latín que designaba igualmente al roble y a la encina.
peduncularis: epíteto latíno que significa "con pedúnculos".
Sinonimia
- Quercus achoteana Trel.
- Quercus affinis M.Martens & Galeotti
- Quercus aguana Trel.
- Quercus arachnoidea Trel.
- Quercus barbanthera Trel.
- Quercus barbanthera var. calva Trel.
- Quercus barbeyana Trel.
- Quercus callosa Benth.
- Quercus dolichopus E.F.Warb.
- Quercus martensiana Trel.
- Quercus martensiana f. berlandieri Trel.
- Quercus martensiana f. perplexans Trel.
- Quercus pilicaulis Trel.
- Quercus pilicaulis f. armata Trel.
- Quercus pilicaulis f. concava C.H.Mull.
- Quercus pilicaulis f. elongata C.H.Mull.
- Quercus pilicaulis f. exserta C.H.Mull.
- Quercus pilicaulis f. hurteri Trel.
- Quercus pilicaulis var. hurteri (Trel.) A.Camus
- Quercus pilicaulis f. macrodonta Trel.
- Quercus pilicaulis f. obovalis Trel.
- Quercus tomentosa Willd.
- Quercus tomentosa var. abbreviata A.DC.
- Quercus tomentosa var. bullata A.DC.
- Quercus tomentosa var. communis A.DC.[5][6]